# گاز گرفتن

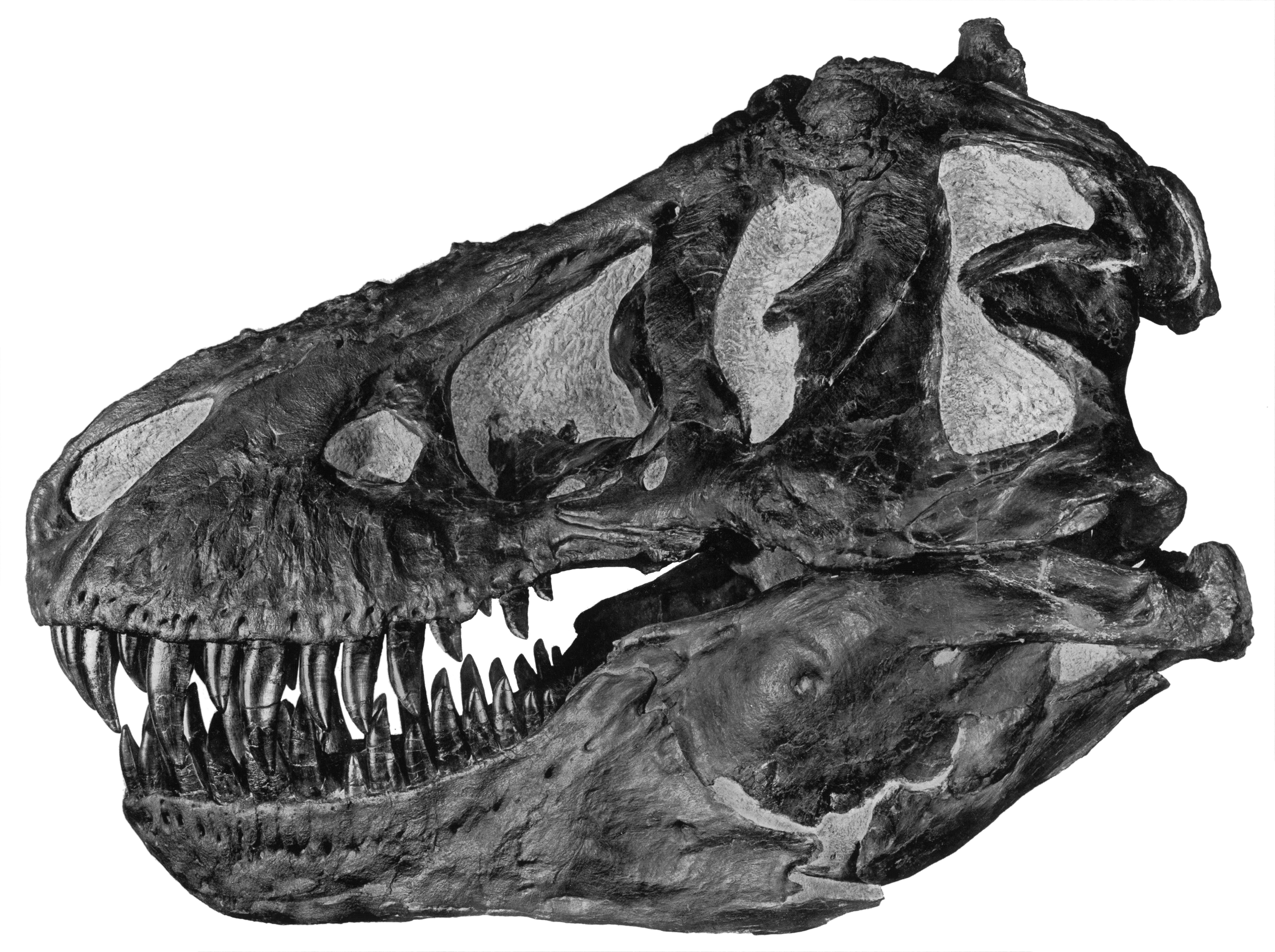
تیرانوسور با نیرویی بسیار شدید گاز می‌گرفت.

گاز گرفتن رفتاری است که با باز و بسته شدن آرواره همراه است و در بسیاری از انوران دیده می‌شود. این رفتار علاوه بر انسان، به‌وسیلهٔ خزندگان، ماهی‌ها، پستانداران و دوزیستان نیز انجام می‌شود. همچنین بندپایان نیز توانایی گاز گرفتن را دارند. گرچه گاز گرفتن رفتاری فیزیکی و با حمله‌ور شدن همراه است، اما اقدام یا واکنشی معمول در جانوران به منظور غذا خوردن، حمل اشیا، نرم کردن و آماده کردن غذا برای بچه‌ها، جدا کردن انگل‌ها از سطح پوست، جدا کردن دانه‌های گیاهان چسبیده به پوست یا مو، خاراندن خود، و تیمار کردن دیگر جانوران و نیز دفاع است. گاز گرفتن سگ به‌خصوص در کودکان بسیار معمول و هدف اغلب موارد نیز صورت است.